# Nachman Kahana
Nachman Kahana (também pronunciado Kahane) (em hebraico: רב נחמן בן רב יחזקאל שרגא כהנא) é um rabino israelita.

## Biografia
Jahana nasceu em 1937 e cresceu no Brooklyn, Nova Iorque, onde ele participou de uma filial da Yeshiva Navardok, onde foi ordenado. Seu pai foi o Rabino Yechezkel (Charles) Shraga Kahane e seu irmão foi o Rabino Meir Kahane, o fundador da Jewish Defense League (Liga de Defesa Judaica) e do grupo terrorista Kach.

## Carreira
Ele trabalhou como funcionário público no Ministério de Assuntos Religiosos de Israel e também liderou o Instituto Cohanim Birkat, que tentou estabelecer uma base de dados de Cohanim confiáveis em Israel. Ele é o fundador do Centro de Cohanim.
Atualmente, é o líder espiritual de Hazon Yichezkeil, uma sinagoga membro da Jovem Israel (Yisrael Hatzair), na Cidade Velha de Jerusalém. Além disso , ele fundou o Instituto para Comentários Talmúdicos (המכון להסברת מפרשי התלמוד) através do qual ele publicou o "Mei Menuchot" (מי מנוחות - Águas Repousantes) uma elucidação hebraica do comentário de Tosafot em vários tratados do Talmude. Ele também tem sido citado como colaborador das tentativas recentes e controversas para ressuscitar o antigo Sinédrio na qualidade de Av Beit Din (אב בית דין - Pai da Casa da Corte), que é o segundo em comando para o Rosh HaYeshiva / Nasi (נשיא / ראש הישיבה - Chefe do Yeshiva/Príncipe).

## Escritos
- "Mei Menuchot" (מי מנוחות - Águas Repousantes). Uma elucidação hebraica do comentário Tosafot em várias tratados do Talmude.[6]
- "Com todo o seu poder", baseado na parashá semanal do rabino Kahana e mensagens de festividades dos últimos anos.[9]